# Нараяни
Нараяни е една от 14-те зони на Непал. Зоната е с население от 2 466 138 жители (2001 г.), а площта ѝ е 8313 кв. км. Нараяни е разделена административно на 5 области. Намира се в часова зона UTC+5:45.